# Walenty Wójcik
Walenty Wójcik (* 9. September 1914 in Byszówka; † 22. November 1990 in Sandomierz) war ein polnischer römisch-katholischer Geistlicher und Weihbischof in Sandomierz.

## Leben
Der Sohn von Walenty und Franciszka Wójcik besuchte das Gymnasium und trat nach dem Abitur 1934 ins Priesterseminar in Sandomierz ein. Am 11. Juni 1939 wurde er zum Priester geweiht. Während des Zweiten Weltkrieges arbeitete er in der Gemeindepastoral. Im Dezember 1945 begann er ein Studium an der Fakultät für Kirchenrecht an der Katholischen Universität Lublin und promovierte dort. Er wurde Professor und Präfekt am Priesterseminar im Sandomierz, dann Notar und Richter am Diözesangericht.
Am 26. Oktober 1960 ernannte ihn Papst Johannes XXIII. zum Weihbischof in Sandomierz und zum Titularbischof von Baris in Hellesponto. Die Bischofsweihe spendete ihm sein Diözesanbischof Jan Kanty Lorek. Mitkonsekratoren waren Piotr Kalwa, Bischof von Lublin und Franciszek Jop, Weihbischof in Sandomierz.
Seine letzte Ruhestätte fand er in Krypta der Kathedrale von Sandomierz.